# Моррис, Мэй
Мэри (Мэй) Моррис (25 марта 1862 — 17 октября 1938) — английская мастерица, дизайнер по вышивке, социалистка и редактор. Она была младшей дочерью дизайнера и художника-прерафаэлита Уильяма Морриса и его жены и модели Джейн Бёрден.

## Биография

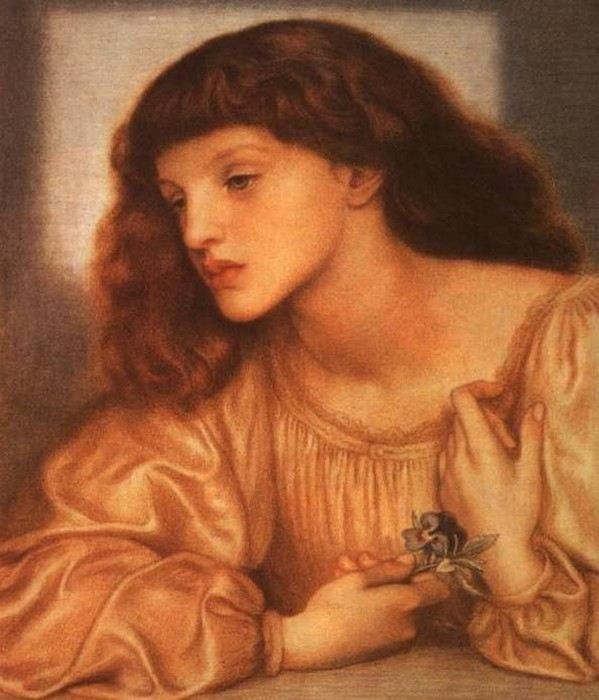
Портрет Мэй работы Данте Габриэля Россетти, 1872 год.

Мэй Моррис родилась 25 марта 1862 года в Красном доме в Бэкслихифе. Её назвали Мэри, так как это произошло в день Благовещения Пресвятой Богородицы.
Её мать и тётя Бесси Бёрден научили Мэй вышивать. В 1881 году она поступила в Национальную школу изучения искусств, а затем — в Королевский колледж искусств, чтобы учиться вышивке. В 1885 году в возрасте 23 лет она стала главой отделения вышивки на предприятии её отца Morris & Co.
В 1886 Мэй влюбилась в Генри Хэлидея Спарлинга (1860—1924), секретаря Социалистической лиги. Несмотря на беспокойство её матери по поводу своего будущего зятя, они поженились 14 июня 1890 года в Фулеме. Но в 1894 году брак распался из-за романа Мэй с бывшим возлюбленным, драматургом Джорджем Бернардом Шоу. Спарлинги развелись в 1898 году, и Мэри вернула себе девичью фамилию.
Мэй Моррис умерла в усадьбе Келмзкот 17 октября 1938 года.

## Примечания

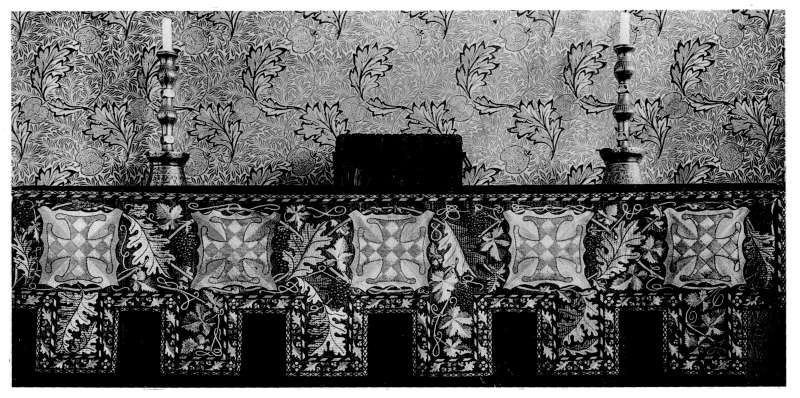
Вышитое Мэй Моррис покрывало на алтарь, дизайн Филиппа Вебба.